# Hollardia
Hollardia is een geslacht van straalvinnige vissen uit de familie van driepootvissen (Triacanthodidae).

## Soorten
- Hollardia goslinei Tyler, 1968
- Hollardia hollardi Poey, 1861
- Hollardia meadi Tyler, 1966